# Lazaros Christodoulopoulos
Lazaros Christodoulopoulos (Græsk: Λάζαρος Χριστοδουλόπουλος) (født 19. december 1986 i Thessaloniki, Grækenland) er en græsk fodboldspiller, der spiller som offensiv midtbane eller alternativt kantspiller hos AEK Athen. Tidligere har han repræsenteret blandt andet PAOK Saloniki i sin fødeby samt Panathinaikos.
Med Panathinaikos vandt Christodoulopoulos i 2010 både det Grækenlands Superleague og landets pokalturnering.

## Landshold
Christodoulopoulos står (pr. marts 2018) noteret for 32 kampe for Grækenlands landshold, som han debuterede for den 5. februar 2008 i en venskabskamp mod Tjekkiet.